# Bassin de la Semois de Bouillon à Alle
Bassin de la Semois de Bouillon à Alle este o arie protejată (arie specială de conservare — SAC, sit de importanță comunitară — SCI, arie de protecție specială avifaunistică — SPA) din Belgia întinsă pe o suprafață de 1.667,94 ha, integral pe uscat.

## Localizare
Centrul sitului Bassin de la Semois de Bouillon à Alle este situat la coordonatele 49°49′29″N 5°01′16″E / 49.824766°N 5.021176°E.

## Înființare
Situl Bassin de la Semois de Bouillon à Alle a fost declarat arie de protecție specială avifaunistică în aprilie 2016 pentru a proteja 1 specie de plante și 16 specii de animale. Alte tipuri de protecție:
- sit de importanță comunitară (în octombrie 2002)
- arie specială de conservare (în aprilie 2016)[1][3][4]

## Biodiversitate
Situată în ecoregiunea continentală, aria protejată conține 13 habitate naturale: Ape stătătoare oligotrofe până la mezotrofe, cu vegetație de Littorelletea uniflorae și/sau de Isoëto-Nanojuncetea, Lacuri eutrofice naturale cu vegetație de tip Magnopotamion sau Hydrocharition, Cursuri de apă de la nivel de câmpie la nivel montan, cu vegetație Ranunculion fluitantis și Callitricho-Batrachion, Râuri cu maluri nămoloase cu vegetație de Chenopodion rubri p.p. și Bidention p.p., Liziere de ierburi înalte hidrofile de câmpie și de nivel montan până la alpin, Fânețe de joasă altitudine (Alopecurus pratensis, Sanguisorba officinalis), Pante stâncoase silicioase cu vegetație casmofită, Păduri de fag Luzulo-Fagetum, Păduri de fag Asperulo-Fagetum, Păduri de stejar sau de stejar și carpen sub-atlantice și medio-europene de Carpinion betuli, Păduri pe pante, grohotișuri și ravene de Tilio-Acerion, Păduri acidofile de stejar bătrân cu Quercus robur pe câmpii nisipoase, Păduri aluvionare cu Alnus glutinosa și Fraxinus excelsior (Alno-Padion, Alnion incanae, Salicion albae).
La baza desemnării sitului se află mai multe specii protejate:
- plante (1): Trichomanes speciosum
- păsări (7): pescăruș albastru (Alcedo atthis), cocoșul de mesteacăn (Bonasa bonasia), ciocănitoarea de stejar (Dendrocopos medius), ciocănitoare neagră (Dryocopus martius), egretă albă (Egretta alba), sfrâncioc roșiatic (Lanius collurio), viespar (Pernis apivorus)
- mamifere (6): liliac cârn (Barbastella barbastellus), castor (Castor fiber), liliac cu urechi mari (Myotis bechsteinii), liliac cărămiziu (Myotis emarginatus), liliac comun (Myotis myotis), liliacul mare cu potcoavă (Rhinolophus ferrumequinum)
- nevertebrate (1): Unio crassus
- pești (2): zglăvoacă (Cottus gobio), cicar (Lampetra planeri)

Pe lângă speciile protejate, pe teritoriul sitului au mai fost identificate 1 specie de plante, 2 specii de amfibieni, 12 specii de mamifere, 1 specie de nevertebrate.